# Outremont (métro de Montréal)
Pour les articles homonymes, voir Outremont (homonymie).
Outremont est une station de la ligne bleue du métro de Montréal située dans l'arrondissement d'Outremont.

## Vue d'ensemble
La station Outremont a été conçue par le cabinet d'architecture Dupuis, Chapuis et Dubuc, avec Pierre Chapuis comme l'un des principaux architectes,. C'est une station à quais latéraux avec une salle de train creusée et un volume ouvert en tranchée à une extrémité, contenant le hall des billets surmonté de l'unique grande entrée et d'une verrière. Des matériaux classiques et une fresque en céramique émaillée de Gilbert Poissant rappellent le style architectural du quartier environnant. Ce clin d'œil se retrouve également dans le lampadaire de l'arrondissement d'Outremont, placé au pied des escaliers menant à l'un des quais.

## Origine du nom
Le nom de la station provient de l'ancienne ville d'Outremont, aujourd'hui un arrondissement. La station s'est brièvement appelée Station d'Outremont entre mai et novembre 2014, avant que la Société de transport de Montréal ne revienne sur sa décision,.

## Accessibilité
Le 4 janvier 2021, des travaux majeurs débutent à la station afin de la rendre universellement accessible et d’effectuer une réfection majeure. La station a été fermée entre le 10 janvier 2022 et le 19 août 2022 pour réaliser plusieurs étapes des travaux de réfection, ainsi que pour faire des travaux en vue de l'installation des ascenseurs. La station est rouverte le 20 août 2022, et les travaux se poursuivent pour installer des ascenseurs, rénover la dalle structurale de l'accès Wiseman, ajouter un puits de ventilation naturelle sur le toit de l'édicule, mettre à niveau des équipements électriques, remplacer la toiture, le revêtement extérieur, la fenestration, les finis de plancher et l'éclairage, installer de la nouvelle signalétique et restaurer l'œuvre d'art dans la station. Le 18 décembre 2024, la STM annonce que les travaux intérieurs sont terminés et que les ascenseurs sont en service.

## Lignes de bus
| Numéros | Noms      | Service |
| ------- | --------- | ------- |
| 119     | Rockland  | De Jour |
| 160     | Barclay   | De Jour |
| 161     | Van Horne | De Jour |
| 370     | Rosemont  | De Nuit |

## Édicules
- 1400, avenue Van Horne

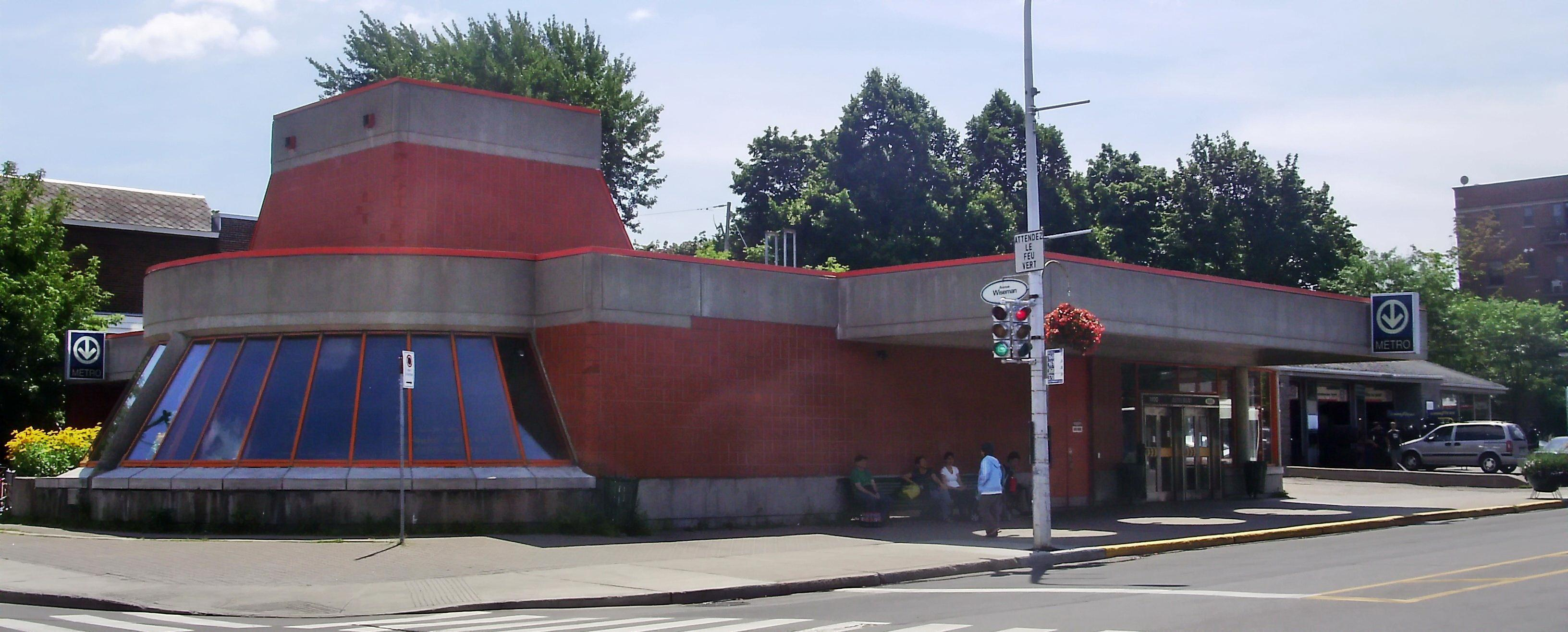
Édicule de la station Outremont

Cet édicule comporte deux sorties: Une vers l'avenue Van Horne et l'autre l'avenue Wiseman. Un ascenseur sera installé pour permettre aux personnes à mobilité réduites de rejoindre la mezzanine.

## Principales intersections à proximité
- avenue Van Horne / avenue Wiseman

## Centres d'intérêt à proximité
- Collège Stanislas
- École Guy-Drummond
- École Bais Esther
- Théâtre Outremont
- Travail-Québec (Centre d'Outremont)